# Cerco de Adrianópolis (378)
O Cerco de Adrianópolis ocorreu em 378 após a vitória gótica na Batalha de Adrianópolis. Os tervíngios foram incapazes de invadir as muralhas da cidade e retiraram-se. Foi seguido por uma tentativa gótica mal-sucedida para invadir as muralhas de Constantinopla.

## Antecedentes
Desde 376, os tervíngios de Fritigerno estavam em guerra contra o Império Romano. Eles saquearam muitas vilas romanas e fizeram muitos escravos, como descrito por Amiano Marcelino. No mesmo ano, Colias e Suérido, dois comandantes góticos servindo na guarnição de Adrianópolis, sitiaram a cidade em nome dos tervíngios após serem hostilizados pela população, mas a ação foi mal-sucedida. Em 378, novos conflitos ocorreram e o imperador Valente (r. 364–378) decidiu marchar contra seus inimigos. Uma desastrosa batalha ocorreu em Adrianópolis na qual o imperador e vários oficiais perderam suas vidas, tal como foram dizimados dois terços do exército imperial.

## Batalha
Os godos, envigorados por sua incrível vitória, sitiaram Adrianópolis, mas a cidade resistiu. Suas muralhas foram fortalecidas, grandes pedras foram colocadas atrás dos portões e flechas, pedras, projéteis e artilharia choveram sobre os atacantes. Os godos perderam homens, mas não fizeram progresso. Então eles recorreram a truques: ordenaram a alguns traidores romanos fingirem fugir dos godos e infiltrarem-se na cidade, onde atearam fogo e permitiram aos godos, enquanto os cidadãos estavam ocupados apagando o fogo, atacar as muralhas indefesas. O plano, contudo, não funcionou. Os traidores romanos foram bem recebidos na cidade, mas suas histórias não bateram e foram presos e torturados; ao entregaram o plano, foram decapitados. Os godos lançaram outro assalto, mas ele foi falho. Com essa derrota final, os godos desistiram e foram embora.

## Rescaldo
Os godos se juntaram com alguns hunos e alanos que estavam na região e foram para Perinto e então Constantinopla. Lá, foram afastados numa pequena batalha com a ajuda da guarnição árabe da cidade.